# Куета
Куета (на пущунски: کوټه; на белуджки: کویته; на урду: کوئٹہ), или Квета, е голям град в Северозападен Пакистан, административен център на провинция Белуджистан.

## География
Градът е разположен на надморска височина от 1676 до 1900 метра, близо до границата с Афганистан.
Населението на града се състои от 1 001 205 жители по данни от преброяването от 2017 г.

## Икономика
Намира се на важен кръстопът, разполага с железопътна гара.
Той е търговско-занаятчийски град. Има кожарска, хранителна, спиртоварна промишленост.
Телефонният код на града (в рамките на страната) е 081.